# شماره یک: پول
شماره یک: پول عنوان فیلم مهیجی است آمریکایی با ژانر پلیسی که ۲۷ ژانویه سال ۲۰۱۲ اکران شد. این فیلم بر پایهٔ رمانی با همین نام ساخته شده است.

## خلاصه داستان
استفانی پلام با بازی کاترین هیگل به دلیل مشکلات مالی تصمیم می‌گیرد تا کاری پیدا کند از همین رو در جایی مشغول به کار می‌شود که کارش پیدا کردن و جلب افراد بدهکار است. او در این راه با چالش‌های زیادی مواجه می‌شود.